# Оссона
Оссона (итал. Ossona) — коммуна в Италии, в провинции Милан области Ломбардия.
Население составляет 3779 человек (на 2005 г.), плотность населения составляет 630 чел./км². Занимает площадь 6 км². Почтовый индекс — 20010. Телефонный код — 02.
Покровителями коммуны почитаются святой Христофор, празднование 25 июля, святой апостол Варфоломей, празднование 24 августа, святитель Иларий из Пуатье, святые Феликс и Набор и святой Грат.